# Kerk van Wolthusen
De hervormde Kerk van Wolthusen (Wolthuser Kirche), tegenwoordig een Stadtteil van de Oost-Friese stad Emden, werd in 1784 ter vervanging van een laatmiddeleeuwse kerk gebouwd.

## Geschiedenis
Aan de huidige kerk ging minstens één voorganger vooraf, die in de tweede helft van de 15e eeuw midden op de dorpswarft werd gebouwd. Of er in Wolthusen voordien reeds een houten kerk stond is tot heden niet bekend. In de loop der eeuwen werd de middeleeuwse kerk steeds bouwvalliger, zodat de overheid vanaf 1775 het vieren van de eredienst in de kerk verbood. De kerkelijke gemeente besloot daarop het oude kerkgebouw te slopen. Ter vervanging bouwde men op dezelfde plek in 1784 het huidige kerkgebouw. De dag van de eerstesteenlegging werd in een gevelsteen boven de hoofdingang vastgelegd. Zowel de klokkentoren als de kerk bevinden zich onder één dak. Op de nok van het dak bevindt zich een dakruiter met een haan als windwijzer. Tot de uitbreiding in 1912 was de kerk van Wolthusen een rechthoekige zaalkerk van 20,5 meter lang en 8,6 meter breed. Door de toevoeging van een zuidelijke vleugel heeft de kerk tegenwoordig een T-vormige plattegrond.

## Interieur
Het interieur kent een vlak gewelfd houten plafond. Veel van de inventaris is afkomstig uit de laatmiddeleeuwse kerk. Hieronder bevindt zich de zeshoekige preekstoel met het klankbord, die op het jaar 1648 wordt gedateerd en volgens het inschrift werd gebouwd door Jacob Eiben. De avondmaalstafel werd door Katrine Klassen in 1611 aan de gemeente geschonken. Uit de oude kerk waren ook de banken afkomstig, die echter na de Tweede Wereldoorlog door nieuwe kerkbanken werden vervangen. De uit Lotharingen afkomstige François Simon goot in 1620 de klok.
De kerk bezat al in de 17e eeuw een kerkorgel. Hoeveel registers dit orgel kende en wie de bouwer ervan was is niet meer bekend. Johann Friedrich Wenthin bouwde van 1790 tot 1793 een nieuw instrument met acht registers, waarvan de helft nog origineel is. In 1985 voerde de orgelbouwfirma Alfred Führer uit Wilhelmshaven een restauratie uit. In het kader van deze restauratie werden drie verloren gegane registers en de klaviatuur in de oorspronkelijke staat gereconstrueerd.